# Amage (Sarmatien)
Amage war eine sarmatische Königin, die – wie Polyaenus berichtet – als Regentin für ihren unfähigen Ehemann Medosak im 4. vorchristlichen Jahrhundert herrschte. Sie sei durchgreifend und kriegerisch gewesen. So habe sie einmal einem skythischen Prinzen, der wiederholt die von ihr beanspruchten Gebiete auf der Krim überfallen habe, einen warnenden Brief geschrieben. Als er diese Warnung missachtete, habe sie Skythien mit 120 Reitern überfallen, seine Wächter, Freunde und Familie erschlagen lassen und ihn selbst in einem Schwertkampf getötet. In späteren Jahren habe sie die Herrschaft einem ihrer Söhne überlassen unter der Bedingung, dass er ihren Befehlen gehorchte.